# روبرت إتش داي
روبرت إتش داي (بالإنجليزية: Robert H. Day)‏ هو محامي وقاضي أمريكي، ولد في 8 يوليو 1867 في رافينا في الولايات المتحدة، وتوفي في 29 سبتمبر 1933 في كولومبوس في الولايات المتحدة.